# Oxyelophila
Oxyelophila là một chi bướm đêm thuộc họ Crambidae.